# Pukwudgie
Pukwudgie (u množini Pukwudgies) su čarobni mali ljudi iz šume u algonquijskom folkloru, slični europskim patuljcima ili vilama. javljaju se kod plemena Ojibwe, Algonquin, Abenaki, Wampanoag i Mohican. Priče o njima se pričaju diljem sjeveroistoka Sjedinjenih Država, jugoistočne Kanade i regije Velikih jezera. Međutim, njihova priroda varira u folkloru različitih plemena. U Ojibwe i drugim plemenima Velikih jezera, pukwudgie (ili bagwajinini) se smatra nestašnim, ali u osnovi dobroćudnim stvorenjem koje se šali s ljudima, ali nije opasno. Kod Abenakija i drugim sjeveroistočnim Algonquian plemenima, pukwudgie (ili bokwjimen) može biti opasan, ali samo za ljude koji se prema njemu odnose s nepoštovanjem. Kod Wampanoaga i drugim plemenima južne Nove Engleske, pukwudgies su hirovita i opasna stvorenja koja mogu izvoditi bezopasne trikove ili čak pomoći ljudskom susjedu, ali jednako je vjerojatno da će ukrasti djecu ili počiniti smrtonosne sabotaže. Prema nekim Wampanoag pričama, pukwudgiji su bili neprijatelji kulturnog heroja Maushopa i čak su odgovorni za njegovu smrt (ili smrt njegovih sinova).
Pukwudgiji se obično opisuju kao visoki do koljena ili čak manji. Njihovo ime doslovno znači 'osoba iz divljine' i obično se smatraju duhovima šume. U nekim tradicijama imaju sladak miris i povezuju se s cvijećem. Pukwudgiji imaju magične moći koje se razlikuju od plemena do plemena, ali mogu uključivati sposobnost da postanu nevidljivi, zbune ljude ili natjeraju da zaborave stvari, pretvore se u pume ili druge opasne životinje ili nanose štetu ljudima buljeći u njih.
Alternativni načini pisanja: Bagwajiwinini, Bagwajinini, Pukwudjininee, Puckwijinee, Puk-Wudjie, Pukwujininee, Bokwjimen, Bogwejimen, Bgwajinini, Pok-wejee-men, Pok-wegee-men, Puckwudgie, Pukwudgee, Pagwadjinini, Pagwadjininì, Bagudzinini, Pukwatcininins, Puk-wud-gie, Puck wudj ininees, Pakwatcininins, Paweesuk, Paueeseegug, Paueehnsuk, Pikwatci'ni, Pukwadjiineesuk, Pakwatcininins, Bgoji-nini, Bagudjzinishinabe. Množina njihovog imena u algonkvskim jezicima je Bogwejimenak, Bagwajininiwok, Bgwajininwag, Pagwajininiwag, Bagwajininiwag, Pukwadjiineesuk, Pugwudgininiwug, Bgoji-nin-wag, Bgoji-ninwag, etc.